# Amata issikii
Amata issikii là một loài bướm đêm thuộc phân họ Arctiinae, họ Erebidae.